# Dulkadirský bejlik
Anatolský bejlik Dulkadir (turecky: Dulkadiroğulları Beyliği) byl jedním z knížectví, které založili Oghuzové, konkrétně kmeny Bajatů, Afšarů a Begdilů. Stalo se tak po rozpadu Rúmského sultanátu. Hlavní města bejliku se nacházeli v Elbistanu, v oblasti dnešní turecké provincie Kahramanmaraş.

## Historie

### Neutrální stát
Po nějaký čas byl Dulkadirský beylik pod vlivem území od Kırşehiru po Mosul. Po vzestupu Osmanské říše se však stal územím mezi Osmany a Mamlúckým sultanátem. Na počátku 16. století se toto území stalo oficiálně součástí Osmanské říše. Až do poloviny 19. století bylo město Elbistan uváděno pod jménem Dulkadiroğulları ve všech státních dokumentech.
Dulkadirská dynastie provdala hned několik žen k Osmanům. Emine Hatun, dcera Nasreddina Mehmeda Beye, pátého vládce Dulkadiru, byla třetí konkubínou osmanského sultána Mehmeda I. a stala se i matkou jeho následníka, Murada II. Jejich sňatek sloužil především k uzavření míru mezi Osmanskou říší a malým beylikem. Jejich syn Murad se stal předkem všech dalších osmanských sultánů. Stejně tak i Sittişah Hatun, dcera šestého vládce Dulkadiru Sulejmana Beye, byla třetí konkubínou sultána Mehmeda II. Poslední velký sňatek proběhl mezi Gülbahar Hatun, dcerou jedenáctého vládce Dulkadiru Alaüddevle Bozkurta, a sultánem Bájezídem II.

## Seznam vládců
1. Zeyneddin Karaca Bej (1337–1353)
2. Garseddin Halil Bej (1353–1386)
3. Şaban Süli Bej (Sevli Bej) (1386–1398)
4. Sadaka Bej (1398–1399)
5. Nasireddin Mehmed Bej (1399–1442)
6. Dulkadiroğlu Süleyman Bej (1442–1454)
7. Melik Arslan Bej (1454–1465)
8. Şah Budak Bej (1465–1467)
9. Şehsuvar Bej (1467–1472)
10. Şah Budak Bej (druhá vláda) (1472–1480)
11. Alaüddevle Bozkurt Bej (1480–1515)
12. Dulkadiroğlu Ali Bej (1515–1522)